# Santuario della Madonna della Scala
Il Santuario di Maria Santissima della Scala è un luogo di culto cattolico ubicato alle pendici del Monte Inici a Castellammare del Golfo, in provincia di Trapani. Al suo interno si venera la miracolosa immagine della Madonna della Scala, opera del pittore castellammarese Giovan Battista Di Liberti.
La Vergine della Scala, a Castellammare, viene anche chiamata Madonna delle Scale in quanto la zona dove sorge il santuario si chiama le scale.

## Storia

Antica foto del Santuario

### L'avvenimento e l'edificazione
Il 7 settembre 1641 al far della sera si scatenò un furioso temporale su Castellammare del Golfo. Una pastorella di nome Maria D'Angelo pascolava il gregge nella montagna di Castellammare e volendo ripararsi dalla pioggia, che veniva giù in grande abbondanza, si andò a rifugiare in una sorta di grotta che un fulmine poco prima caduto aveva scavato. All'interno di questa grotta, in attesa che il temporale cessasse, la pastorella trovò una scatoletta di rame tutta arrugginita e curiosa, decise di aprirla. All'interno vi trovò un altro scatolino in argento sigillato, in cui era inciso il monogramma della Vergine ed una croce. 
Il temporale allora cessò per incanto e i genitori della pastorella credendo già morta la povera ragazza, con fiaccole accese andavano in cerca di lei. I genitori aiutati da altri abitanti di Castellammare, pieni di stupore, la trovarono rannicchiata nella grotta mentre pregava e contemplava il tesoro trovato.
Dell'accaduto fu subito avvisato l'arciprete di Castellammare del Golfo, Francesco Di Maria, il quale immediatamente con gran folla di popolo si recò sul posto del ritrovamento. All'arrivo dell'arciprete fu aperta la scatola e all'interno si trovò una croce in argento e un piccolo reliquario contenente l'immagine della Madonna con il Bambino Gesù in braccio, adorno d'oro e gemme.

Antica foto del santuario, visto dalla via Porta Fraginesi

Sul luogo, per interessamento dei Padri Benedettini, fu presto innalzato un piccolo santuario con l'intenzione di fabbricarci accanto un piccolo convento per la custodia di esso. 
Alla Vergine fu dato il titolo di Madonna della Scala perché il luogo dove fu trovata l'immagine si chiamava e tuttora si chiama le scale.
Dell'antico reliquario se ne fece subito una copia fedelissima in argento, ma se ne persero le tracce sia dell'originale che della copia.

### Gli anni più recenti
Nell'estate del 1976, poiché il santuario ridotto strutturalmente in condizioni pessime, il castellammarese Sebastiano Lo Giudice emigrato in America, provvide a proprie spese a un restauro. Nell'anno successivo, però, un incendio provocò la caduta del tetto ligneo della sacrestia e segni evidenti di combustione furo trovati anche all'interno del santuario e persino nelle vicinanze della sacra immagine. L'origine di questo incendio non venne mai accertata. Il centro Paolo VI allora operante a Castellammare con sede in corso Garibaldi, provvide subito alle riparazioni e ai restauri e, fra l'altro, finanzio il rifacimento in cemento armato della copertura della sacrestia.
A partire dal 1998 il santuario, nuovamente ridotto in condizioni pessime, fu interamente restaurato per iniziativa di Giacomo Navarra e con il contributo di alcuni castellammaresi emigrati in America. A questo restauro si deve il rifacimento della scalinata che dalla via porta fraginesi conduce al santuario.

## La devozione alla Madonna della Scala
Dopo la devozione alla Madonna del Soccorso, l'altra grande devozione mariana di Castellammare del Golfo è senza dubbio quella verso la Madonna della Scala. Infatti, diversi sono i riti e le tradizioni legate attorno a questa Madonna e ogni anno si svolge una caratteristica festa in suo onore.

### Li virgineddi
In seguito al ritrovamento della sacra immagine si racconta che la Madonna sarebbe apparsa in sogno alla madre della piccola pastorella e avrebbe chiesto di condurre in pellegrinaggio, un piccolo corteo di ragazze non ancora sposate fino al luogo del ritrovamento, dove verrà eretto il santuario.
La donna, alla richiesta della Vergine obbedì e il sabato successivo invitò 9 giovani donne alle quali, prima di condurle al santuario, offrì tagghiarini (tagliatelle) con le fave. La stessa pastorella (Maria D'Angelo), aiutata da alcune religiose benedettine, per invitare le 9 vergini raccolse per le strade di Castellammare delle elemosine, in modo da poter ripetere il rito ogni sabato.
Da allora, il popolo di Castellammare iniziò a praticare, in onore di questa Madonna, il tradizionale voto delle virginedde. Si trattava di invitare a pranzo in casa propria alcune giovani donne nubili, spesso richieste alle suore e prelevate agli orfanotrofi. Al pranzo, di solito a mezzogiorno, venivano preparate le tradizionali tagliatelle (Tagghiarini) abbondantemente cotte con le fave e servite sullo scannaturi (una tavola di legno utilizzata per impastare). La pasta con le fave veniva mangiata con le mani e mentre si mangiava, spesso, si gridava: viva la Bedda Matri di la Scala, viva!. Finito il pranzo, ci si recava al santuario in montagna, dove si recitava il rosario e si cantavano alcuni canti religiosi e infine un ragazzo saliva nel campanile e suonava ininterrottamente. Una volta finito il rosario e fatto il voto ci si recava al belvedere nella cappella dell'apparizione della Madonna del Soccorso del 1718.

### La ciacculata
In passato, un'altra tradizione legata alla Madonna della Scala era la ciacculata che si svolgeva la vigilia dell'8 settembre, festa della natività della Vergine Maria.
Il pomeriggio del 7 settembre, i castellammaresi, recatisi in montagna raccoglievano mazzi di buse dai cespugli di disa, che in quel luogo cresceva e ancora oggi cresce. Una volta presa una certa quantità di buse venivano raggruppate e legate con dei lacci per poi essere portate in pellegrinaggio. Il pellegrinaggio si svolgeva al calar della sera del 7 settembre e si snodava per la via porta fraginesi fino al santuario. Ognuno dei presenti aveva la propria fiaccola  alla quale dava fuoco e portava in pellegrinaggio. Particolarmente suggestivo era, osservare tutti questi fuochi che si muovevano sulla montagna e in mezzo al buio.
Questa antica tradizione ricordava ciò che la sera del 7 settembre 1641 era accaduto, quando i genitori della pastorella Maria D'Angelo assieme ad altri cittadini con della fiaccole accese andavano in cerca di lei.

### La festa oggi

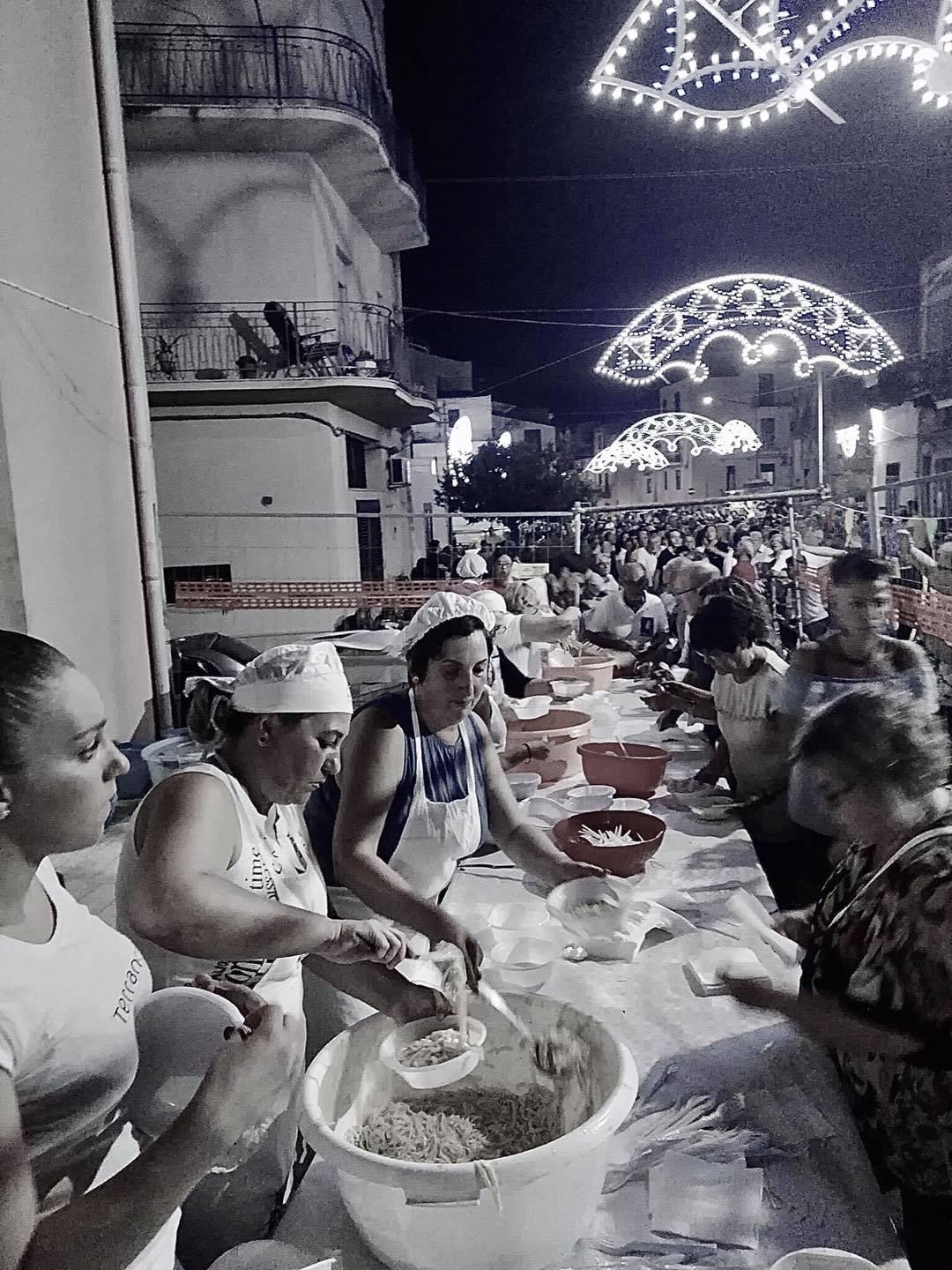
il tradizionale assaggio della pasta con le fave

Oggi sia il voto delle virgineddi che l'antico rito della ciacculata sono completamente scomparsi, ma annualmente viene organizzata in piazza Porta Fraginesi una suggestiva festa, curata dal comitato festeggiamenti Maria Santissima della Scala.
Precedentemente all'8 settembre, solennità della Vergine della Scala, al calar della sera si svolge la novena dove viene intonato il rosario della Vergine in dialetto castellammarese.
Solitamente, la sera del 6 settembre, dopo la santa messa nella Chiesa di Sant'Antonio di Padova si svolge il pellegrinaggio fino al santuario in montagna. Segue il tradizionale assaggio della pasta con le fave che viene offerta ai numerosi devoti presenti, che per l'occasione arrivano anche dai paesi vicini.
Diverse sono le iniziative ricreative che vengono organizzate in occasione di questa festa come spettacoli, concerti, balli e sfilate di abiti da sposa.
I festeggiamenti culminano l'8 settembre con la tradizionale e partecipatissima processione per le vie cittadine e i fuochi d'artificio. La sacra immagine viene posta su una varetta e dal santuario viene discesa in piazza porta fraginesi, dove si svolge la santa messa.
Caratterizzano i giorni precedenti alla festa un pellegrinaggio ininterrotto di devoti che a piedi si recano fino al santuario.

## La Sacra Icona
Da secoli il popolo castellammarese venera la Vergine Maria sotto il titolo di “Madonna della Scala” in un piccolo santuario alle pendici del Monte Inici. Ebbene ricordare che l’odierna icona conservata nel santuario, opera dell’artista castellammarese Giovan Battista di liberti fú commissionata solamente nel 2004 grazie all’interessamento del “comitato festeggiamenti Maria SS. della Scala. L’originale icona che dall’antichità fino al XX secolo è stata in un periodo non definito rubata. 
Nel 1931 la venerabile Lucia Mangano mandò alle orsoline di Sant’Angela Merici in Castellammare del Golfo un'icona della Madonna con ai piedi una scala sostenuta da due donne, proveniente da Zaffaria (Messina).
Questo quadro, sino all'anno 2000, fu sempre custodito nella chiesa di Sant'Angela in via Macina (oggi via Gen. Michele Di Gaetano), officiata dal sacerdote Giovanni Sarcona, che era anche incaricato per la custodia del piccolo santuario montano della Madonna della Scala. Egli, in assenza dell'effigie originale andata perduta, ogni anno portava con sé questa immagine sostitutiva riproducente anche la scala e, pertanto, adattabile alla circostanza.
Fu, infine, il sacerdote Michele Anto-
nino Crociata, rettore della chiesa di Sant'Angela a partire dal 1985, che nell'Anno del Grande Giubileo del 2000 consegnò questo quadro al comitato "Madonna della Scala", che da questa data lo possiede e lo custodisce.

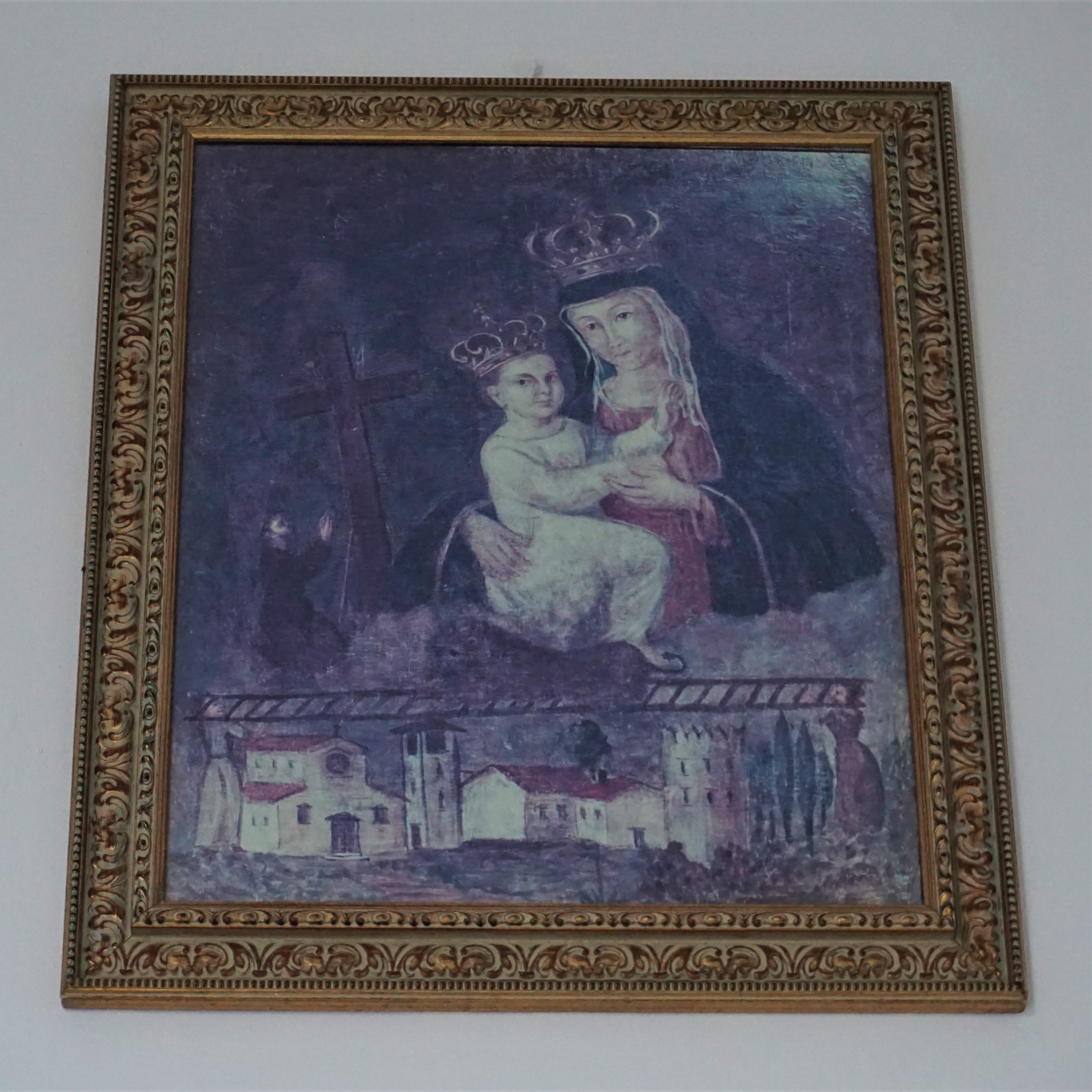
L'antica icona

## Descrizione
Il santuario di Maria Santissima della Scala sorge a circa 200 metri di altezza dal livello del mare, alle pendici di Monte Inici.
Si trova pochi metri più a valle del belvedere castellammarese, appena sopra l'abitato, ed è raggiungibile solo a piedi attraverso una lunga scalinata composta da 147 scalini.

## Riti e celebrazioni
- 8 settembre, festa della Madonna della Scala

Una novena precede la festa dell'8 settembre. Annualmente si rinnova il tradizionale rito dell'assaggio della pasta con le fave. Le celebrazioni culminano con la processione e i fuochi d'artificio.

## Galleria d'immagini

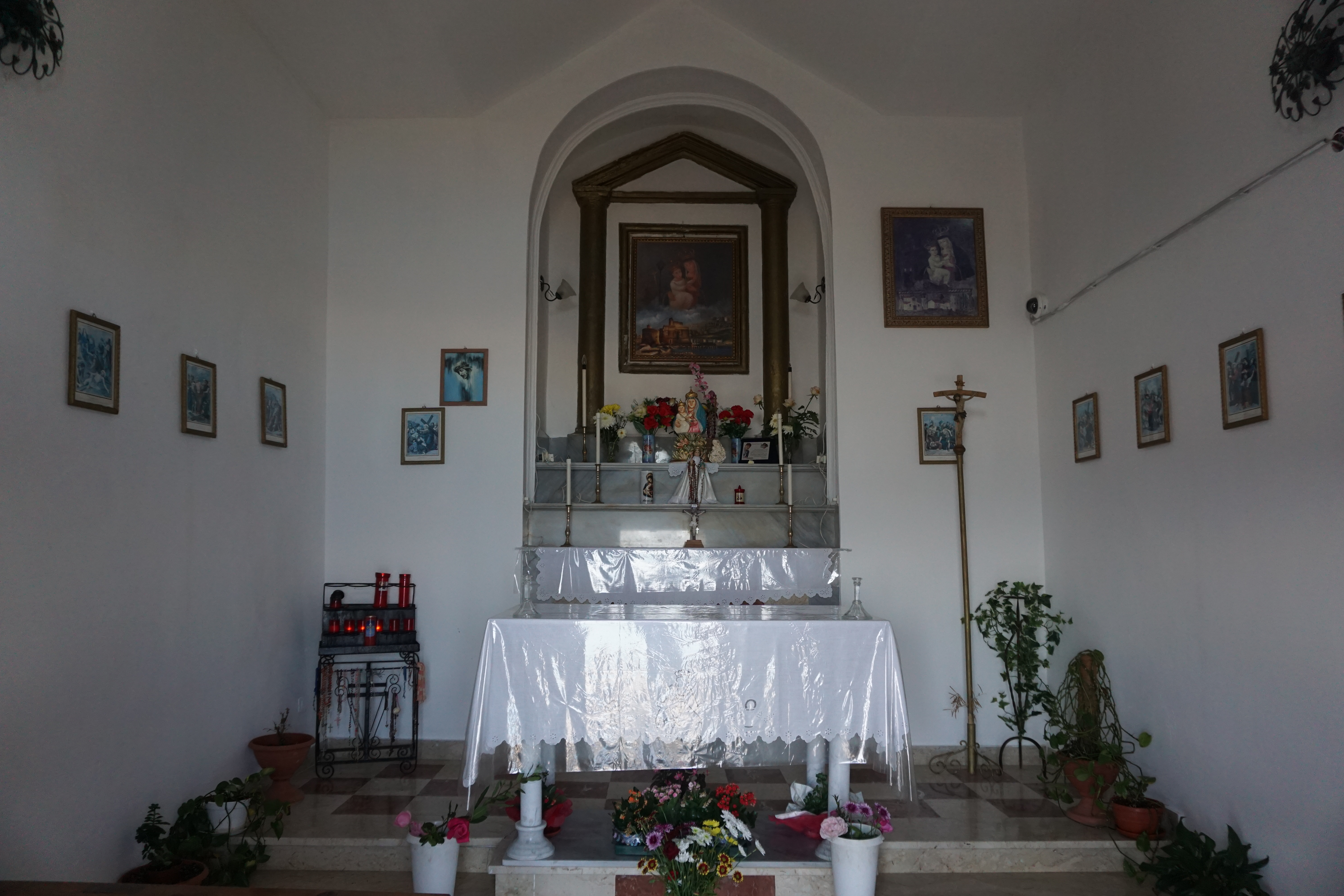
l'interno
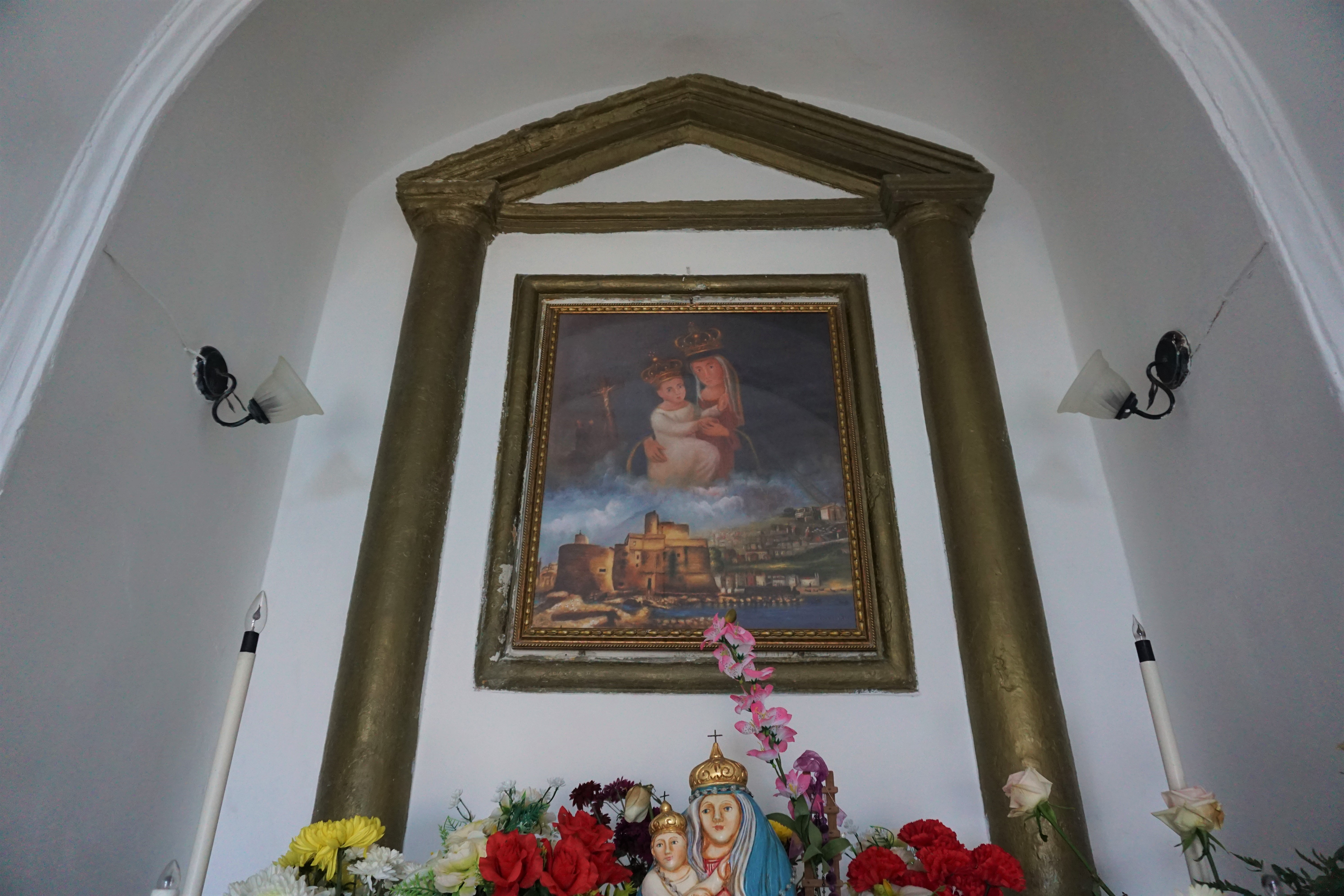
l'altare
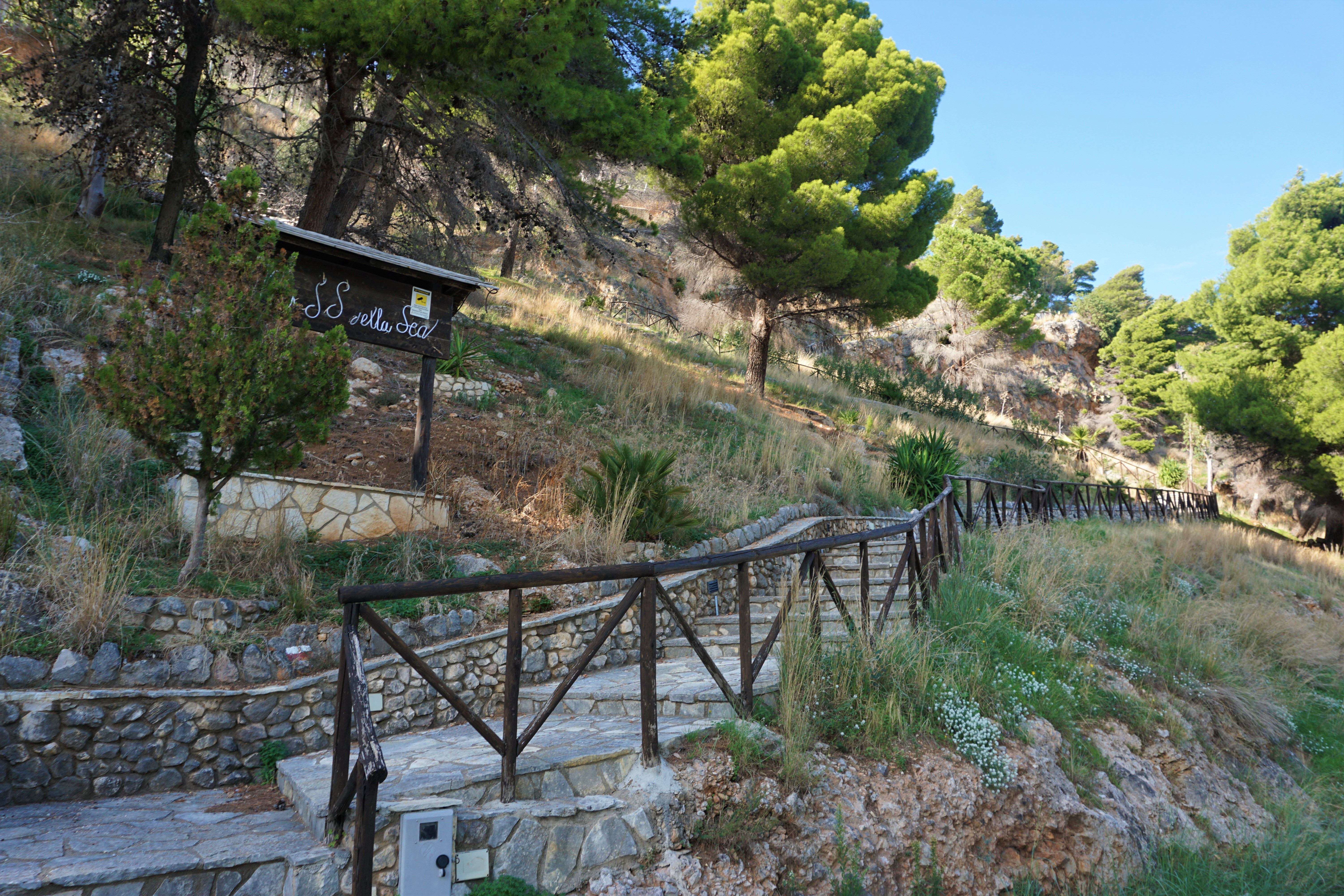
la scalinata
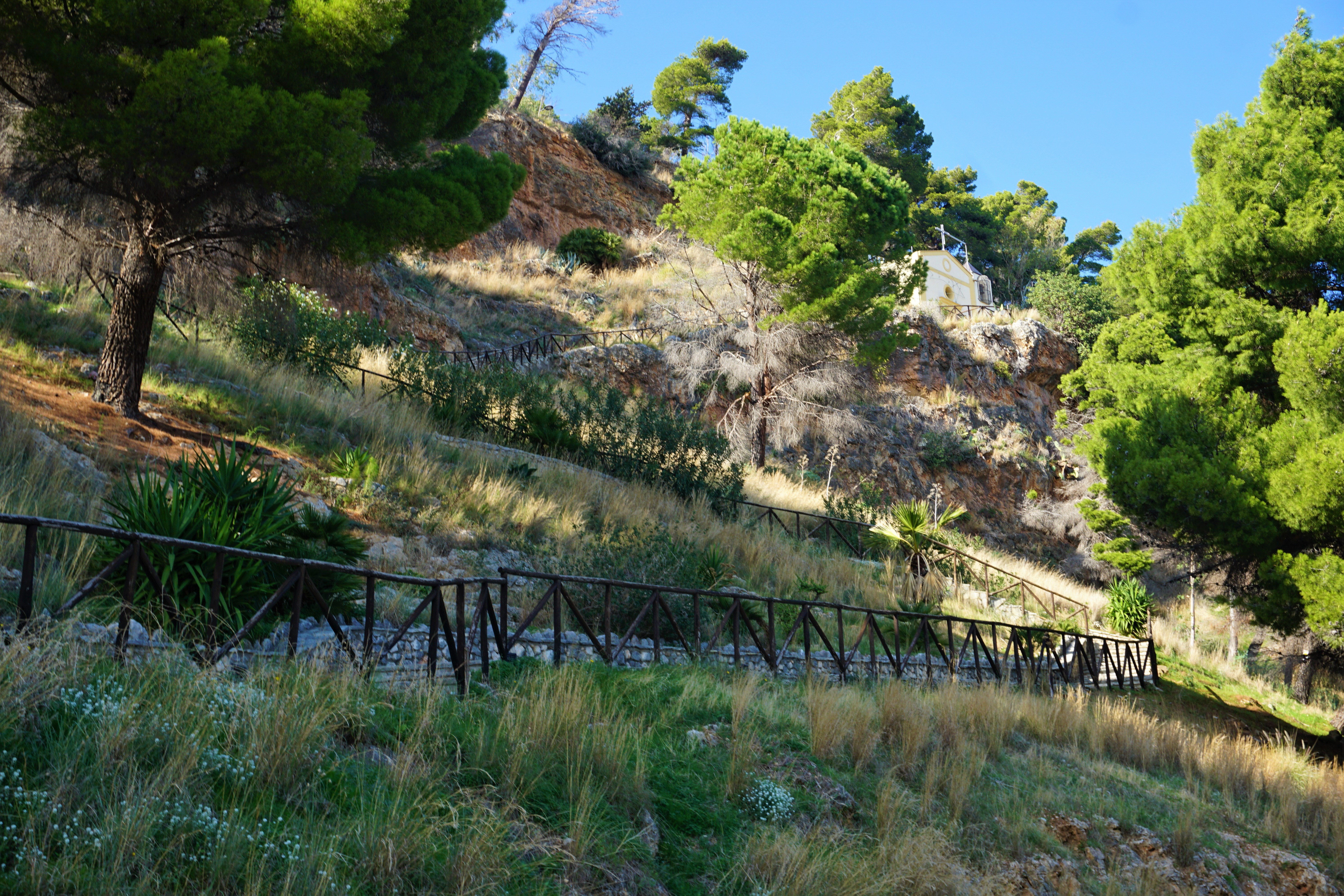
il santuario visto dalla via porta fraginesi
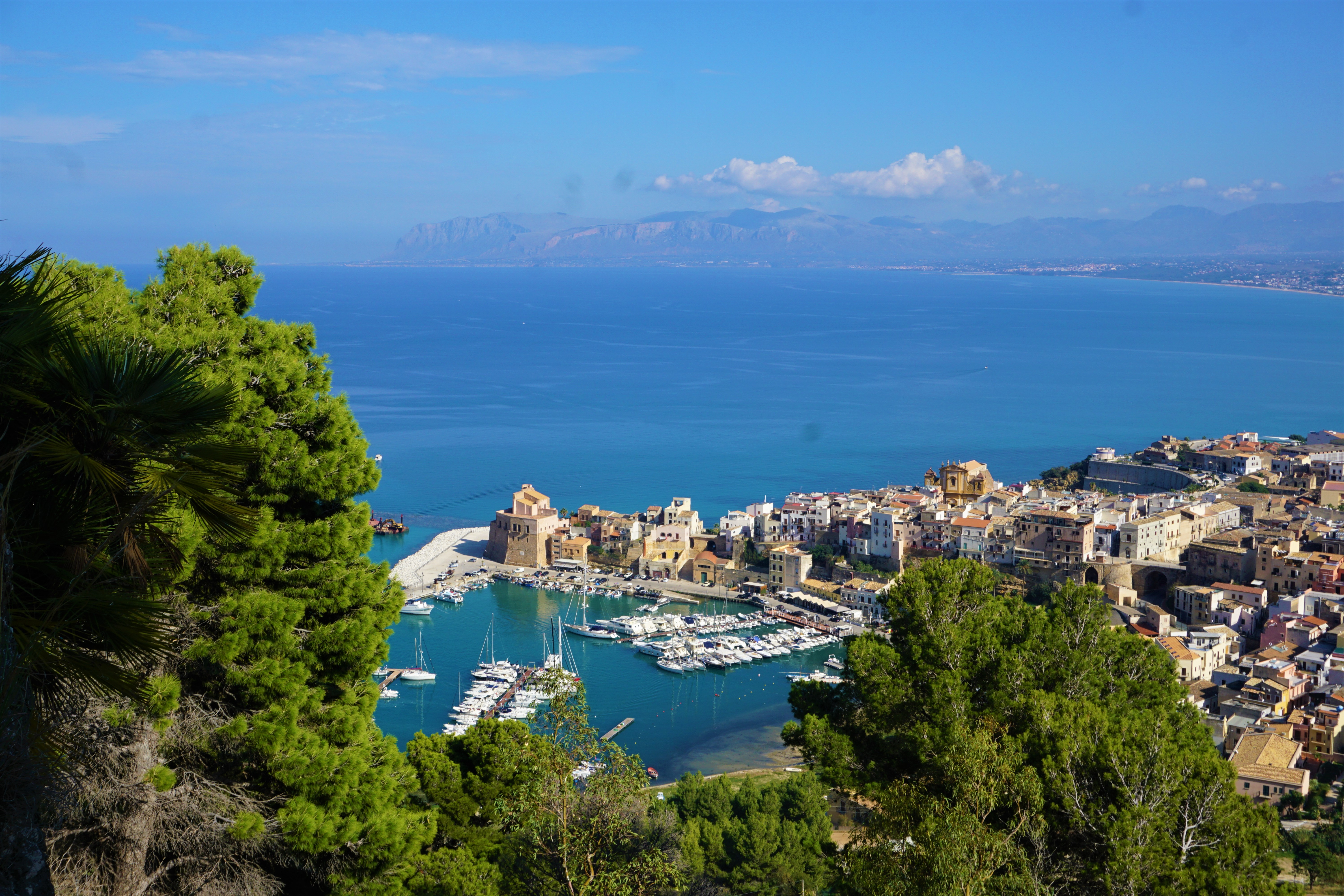
panorama dal santuario
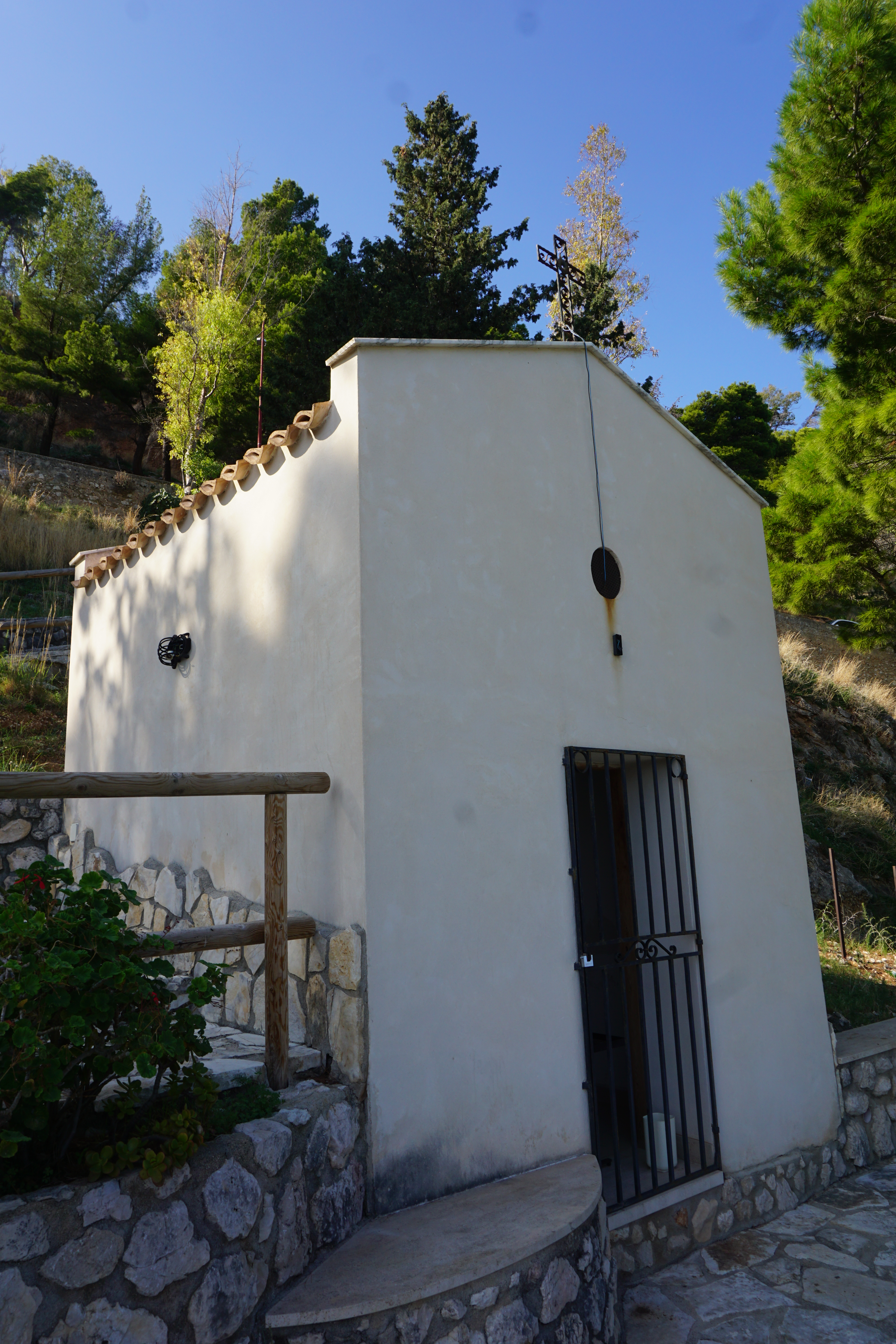
esterno Cappella di Sant'Albero
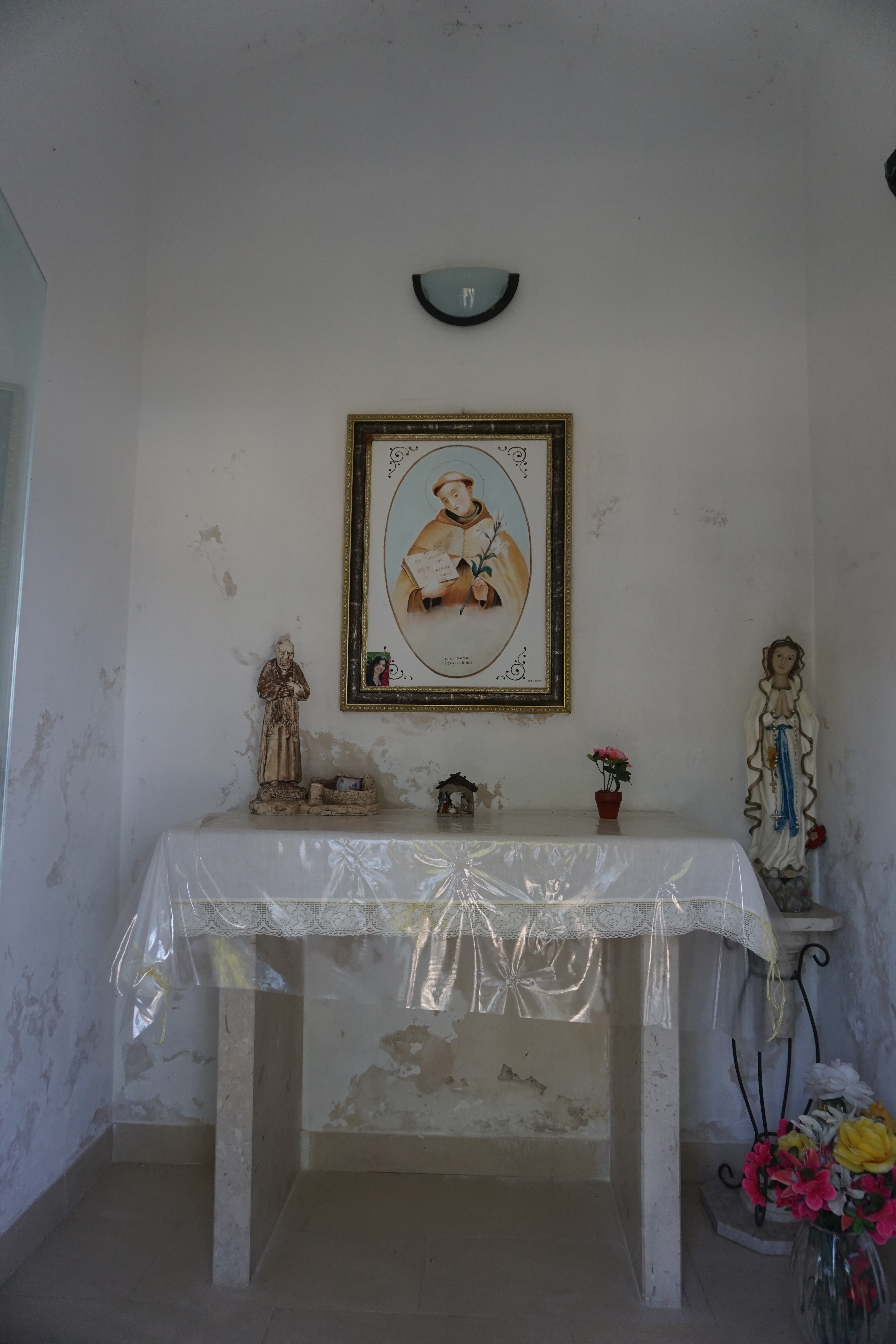
interno Cappella di Sant'Alberto
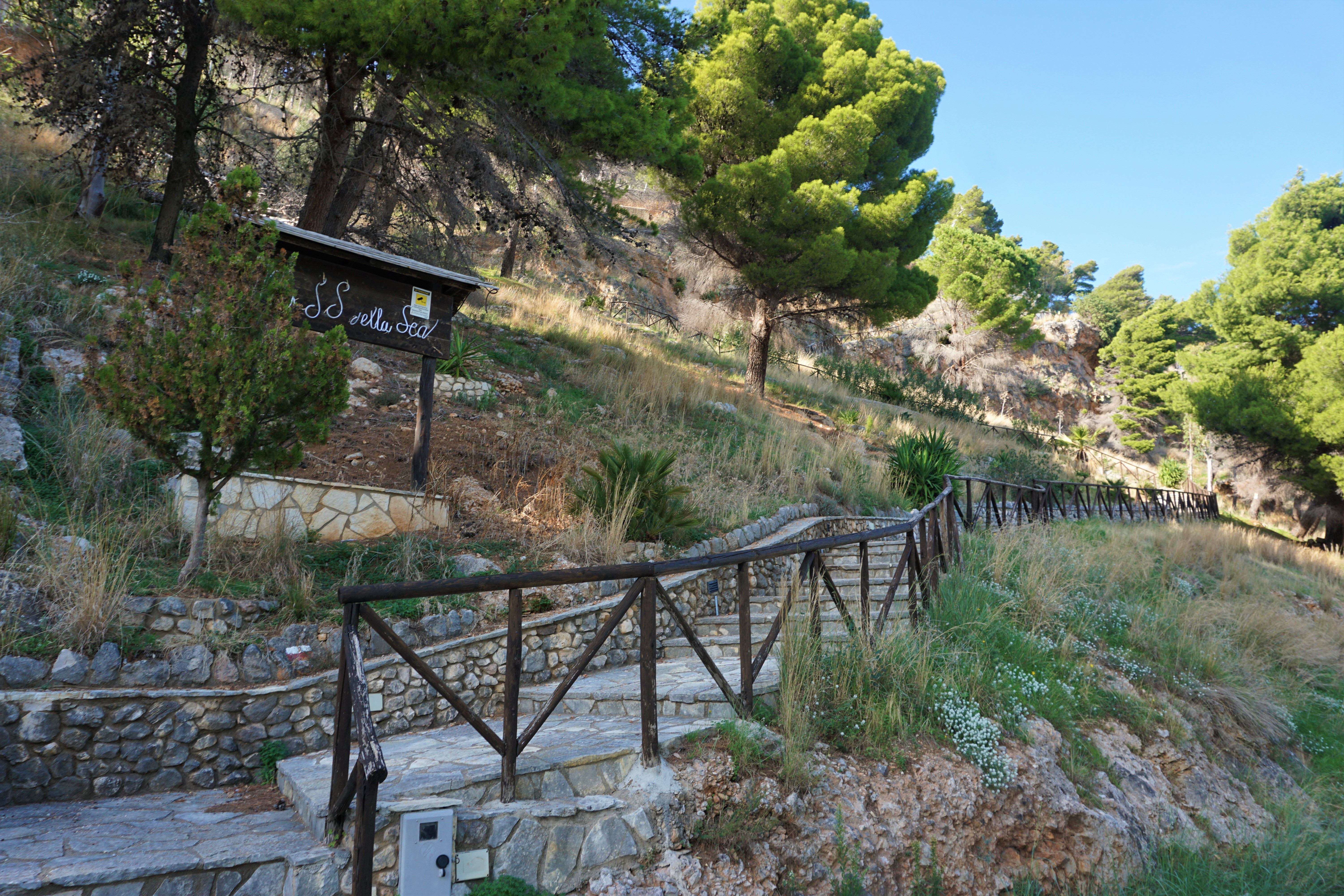
inizio della scalinata